# Heen-en-terugachtbaan
Een heen-en-terugachtbaan, in het Engels een out-and-back coaster, is een achtbaanlay-out waarbij de achtbaantrein tot een uiteinde van het bestreken grondvlak rijdt om daar een hoek van 180° te maken, zodat het vlak langs de heenweg terug naar het station kan rijden. De achtbaan maakt hierbij weinig bochten, maar op de lange rechte stukken zijn wel heuvels ('bunny hops') geplaatst.
Dit proces kan echter meerdere keren herhaald worden. Het is ook mogelijk om tijdens dit heen-en-terugproces een aantal bochten of knikken te maken, zoals bij Untamed (Walibi Holland) gebeurt. De meeste heen-en-terugachtbanen zijn houten achtbanen, maar er bestaan ook enkele stalen achtbanen met een heen-en-teruglay-out.
De heuvels "heen" zijn meestal redelijk groot, en hun hoogte vermindert langzaamaan. De heuvels "terug" zijn meestal kleine heuveltjes die de airtime veroorzaken.

## Voorbeelden
- Apollo's Chariot in Busch Gardens Williamsburg
- Goliath in La Ronde
- Millennium Force in Cedar Point
- The Racer in Kings Island
- Nitro in Six Flags Great Adventure
- El Toro in Six Flags Great Adventure
- Mamba in Worlds Of Fun
- Heidi The Ride in Plopsaland De Panne
- Big Dipper in Pleasure Beach Resort
- Silver Star in Europa-Park
- Robin Hood in Walibi Holland